# Об'ємна витрата
Об'ємна витрата (англ. volumetric flow rate) — об'єм рідини, яка проходить через задану площу за одиницю часу. Вимірюється в системі SI в кубічних метрах за секунду (м³/с).  Зазвичай позначається символом Q.

## Поняття витрати
Якщо через задану площу S рідина протікає з рівномірно розподіленою по площі швидкістю V під кутом θ напряму швидкості до перпендикуляру до площі S, витрата 
{\displaystyle Q=V\cdot S\cdot \cos \theta }.
У частковому випадку, коли швидкість потоку перпендикулярна до площі S, рівняння набуде вигляду:
{\displaystyle Q=V\cdot S}.

## Загальний випадок
Рівняння записані вище зазвичай називають рівняннями неперервності (для одновимірних течій нестисливої рідини). Якщо швидкість рідини через задану площу є неоднаковою (або, якщо область не є плоскою), то об'ємна витрата потоку рідини може бути розрахована за допомогою інтеграла по площі:
{\displaystyle Q=\iint _{S}\mathbf {u} \cdot d\mathbf {\omega } ,}
де {\displaystyle d\mathbf {\omega } } диференціал поверхні, що записується як
{\displaystyle d\mathbf {\omega } =\mathbf {n} \,dS,}
де n — одиничний вектор нормалі до поверхні;
dS — диференціал площі S.
В координатній формі записане вище рівняння матиме вигляд:
{\displaystyle Q=\iint _{S}(u_{x}\cdot n_{x}+u_{y}\cdot n_{y}+u_{z}\cdot n_{z})dS,}
Отримане рівняння потоку вектора швидкості через поверхню S є скалярною величиною. Фізично потік вектора швидкості являє собою секундну об'ємну витрату рідини через поверхню S.

## Рівняння неперервності (суцільності)
Сукупність ліній течії, які проходять через всі точки нескінченно малого замкнутого контуру, утворюють поверхню, яка називається трубкою течії. Рідина, яка заключна в середині трубки течії, називається струменем.
Рівняння суцільності для струменя нестисливої рідини має вигляд
{\displaystyle dQ=u\cdot dS=const}
де dQ — елементарна об'ємна витрата через поперечний переріз струменя;
S — площа перерізу струменя.
Із цього рівняння випливає, що елементарна об'ємна витрата стала вздовж струменя.
Для потоку кінцевих розмірів рівняння неперервності має вигляд
{\displaystyle Q=V\cdot S=const,}
де V — середня швидкість потоку у перерізі;
S — площа поперечного перерізу потоку.
Слід зауважити, що ці рівняння неперервності справедливі лише для нестисливих рідин. У випадку стискуваності рідини (газу) рівняння неперервності в об'ємних витратах виконуватись не будуть. У цьому випадку слід користуватись рівнянням неперервності, вираженим у масових витратах.